# Palazzo delle Poste a Piazza di San Silvestro

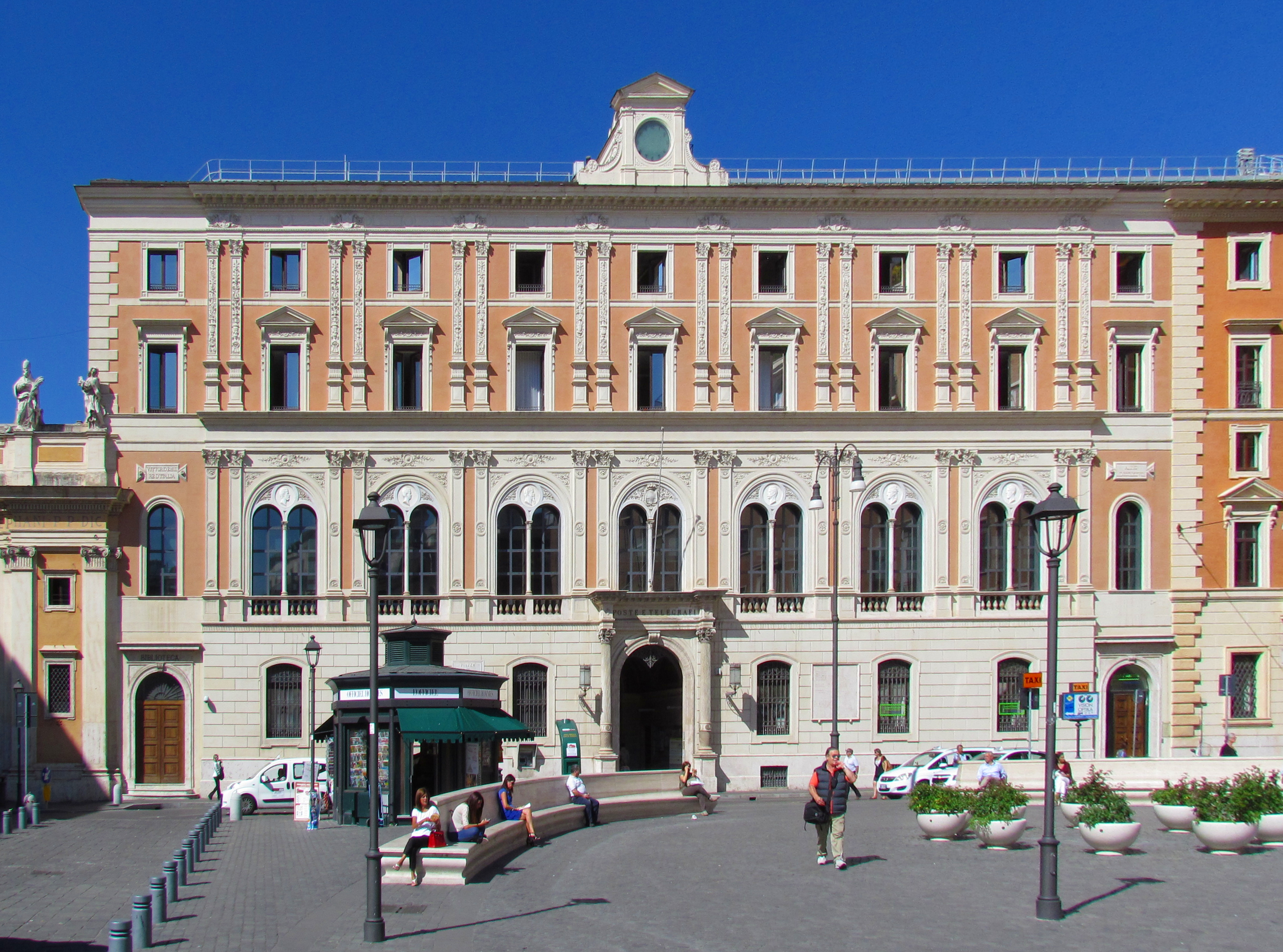
Façade du palais sur la Piazza di San Silvestro. A gauche, presque en dehors de l'image, l'église San Silvestro à Capite.

Le Palazzo delle Poste Piazza di San Silvestro, mieux connu uniquement sous le nom de Palazzo delle Poste, est un palais de style éclectique situé sur la Piazza di San Silvestro, dans le rione Colonna de Rome. Ce bâtiment du XIXe siècle est attenant à l'église San Silvestro in Capite. 

## Histoire

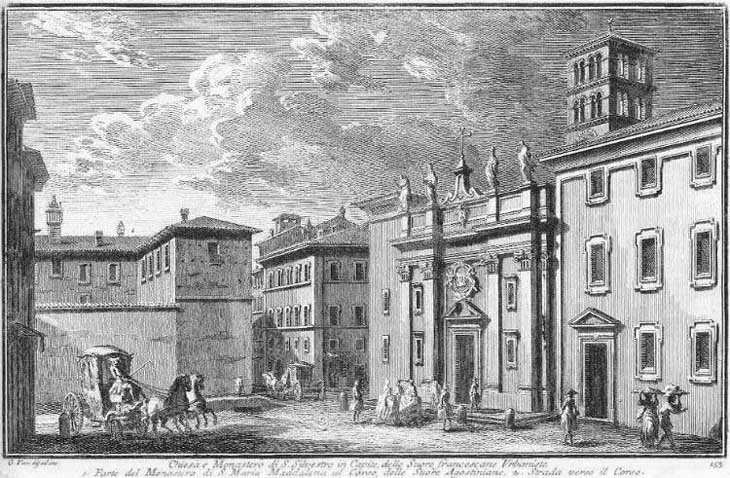
Gravure de Giuseppe Vasi (1758) montrant l'église San Silvestro à Capite (au centre) et le monastère (à droite). Au centre à gauche se trouve l'ancien Convento di Santa Maria Maddalena delle Convertite, également confisqué et démoli pour permettre la construction de l'immense Palazzo Marignoli.

Le palais, considéré comme « le plus beau bureau de poste d'Italie », a été construit là où se trouvait le monastère de San Silvestro in Capite, confisqué après l'unification de l'Italie (1870). Le nouveau bâtiment a une façade où sont incrustés six tondos en marbre avec des effigies de membres de la famille royale, la maison de Savoie, une allusion évidente à la prise de Rome par la dynastie : Vittorio Emanuele II, Umberto I, Vittorio Emanuele III, la reine Marguerite, Amadeo d'Aosta, prétendant au trône d'Espagne, et Tommaso, duc de Gênes,. 